# Elektra (manzana)
Elektra es el nombre de la variedad cultivar de manzano (Malus domestica). 
Un híbrido del cruce de Cox's Orange Pippin x Geheimrat Doktor Oldenburg. Criado por el Prof. M. Schmidt en el "Instituto Kaiser Wilhelm de Investigación de Cultivo" en Müncheberg, Alemania. Las frutas tienen una pulpa firme, jugosa y dulce con un buen sabor a Cox.

## Historia
'Elektra' es una variedad de manzana, híbrido del cruce como Parental-Madre de Cox's Orange Pippin x polen como Parental-Padre Geheimrat Doktor Oldenburg. Criado por el Prof. M. Schmidt en el "Instituto Kaiser Wilhelm de Investigación en Mejoramiento" en Müncheberg, Alemania. Introducido en los circuitos comerciales en 1930.
'Elektra' está cultivada en diversos bancos de germoplasma de cultivos vivos tales como en National Fruit Collection (Colección Nacional de Fruta) de Reino Unido con el número de accesión: 1977-092 y Nombre Accesión : Elektra.

## Características
'Elektra' árbol de extensión erguida, de vigor moderadamente vigoroso, portador de espuela. Tiene un tiempo de floración que comienza a partir del 3 de mayo con el 10% de floración, para el 7 de mayo tiene un floración completa (80%), y para el 14 de mayo tiene un 90% caída de pétalos.
'Elektra' tiene una talla de fruto medio; forma globosa; con nervaduras muy débiles, y con corona débil; epidermis con color de fondo es verde amarillo, con un sobre color rojo naranja, importancia del sobre color bajo a medio, y patrón del sobre color rayado / moteado presentando rayas finas y más oscuras enrojecido de un rojo oscurecido en la cara puesta al sol, algunas lenticelas rojizas, "russeting" (pardeamiento áspero superficial que presentan algunas variedades) de bajo a medio; la piel tiende a ser lisa y se vuelve grasienta en la madurez; ojo de tamaño mediano y está cerrado en forma de embudo; pedúnculo largo y delgado, colocado en una cavidad en forma de embudo cubierta de "russeting"; carne es de color crema amarillenta y es densa. Textura suave, jugosa dulce, refrescante enérgica. Sabor similar al de 'Cox's Orange Pippin'.
Su tiempo de recogida de cosecha se inicia a principios de octubre. Se mantiene bien durante dos meses en cámara frigorífica.

## Usos
Una buena manzana de uso de postre fresca en mesa.

## Ploidismo
Diploide, auto estéril. Grupo de polinización: B, Día 7.